# V838 Herculis
V838 Herculis è una nova scoperta il 24 marzo 1991 dagli astrofili Matsuo Sugano, giapponese, e George Eric Deacon Alcock, inglese. La nova appartiene al tipo nova veloce (NB). V838 Herculis è ritenuta una probabile nova ricorrente, ma l'appartenenza a questo tipo di nova si potrà accertare solo dopo una nuova eventuale esplosione; le caratteristiche fisiche del sistema indicano che nel caso si trattasse davvero di una nova ricorrente essa sarebbe quasi certamente di tipo U Sco.

## Caratteristiche
V838 Herculis è costituito da un sistema stellare binario con un periodo orbitale di 0,297635 giorni (7,14 ore) e da un disco di accrescimento. Il sistema binario è costituito da una nana bianca e da una stella di sequenza principale di classe K (nana arancione). La notevole distanza dal Sistema solare, ≈8 800 ± 1 600 anni luce (2 700 ± 490 parsec), non permette con gli attuali telescopi, anche spaziali, di conoscere i parametri fisici esatti del disco di accrescimento, costituito da idrogeno, e della massa annua con cui viene alimentato dalla stella secondaria; tale massa dovrebbe essere dell'ordine del decimilionesimo di massa solare all'anno.
Sotto l'azione dell'elevatissimo campo gravitazionale della nana bianca, masse di gas della stella compagna che hanno raggiunto il lobo di Roche vanno ad alimentare il disco d'accrescimento che le orbita attorno; al raggiungimento di una massa critica, cadono sulla sua superficie dove l'impatto con la superficie stellare provoca la trasformazione dell'energia cinetica del gas in calore così intenso da innescare termicamente la fusione nucleare dell'idrogeno (runaway thermonuclear reaction in inglese), evento che dà origine al fenomeno della nova. Il risultato dell'esplosione termonucleare è un aumento di luminosità su tutto lo spettro elettromagnetico e l'espulsione di circa 1/10000000 M⊙ di materia a velocità dell'ordine delle migliaia di km/s.

### Nana bianca
La nana bianca ha una massa stimata in 1,38±0,13 M⊙: tale limite è molto vicino al limite di Chandrasekhar di 1,44 M☉ al di sopra del quale una nana bianca (non rotante) collasserebbe in un buco nero. La nana bianca è del tipo ONe (Ossigeno-Neon) pertanto V838 Herculis non dovrebbe divenire il progenitore di una supernova di tipo Ia.

### Stella secondaria
La stella secondaria è una nana arancione di tipo spettrale K4 ± 1,5. La sua massa è di 1,01±0,06 M⊙ .

### Disco d'accrescimento
Il disco d'accrescimento è alimentato da un flusso annuo stimato in 2×10−6 M⊙.

## Variazioni di luminosità

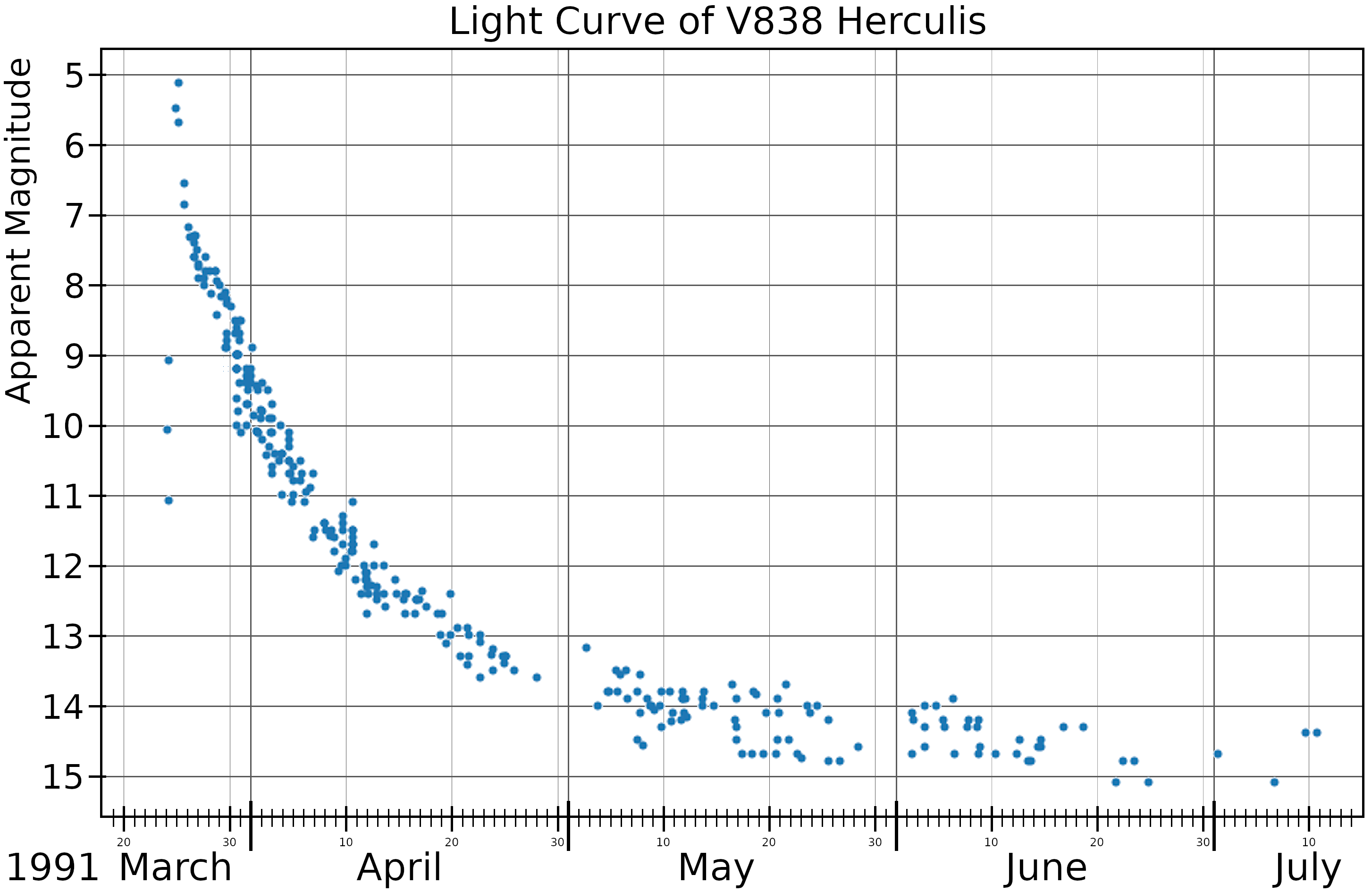
La curva di luce di V838 Herculis tracciata dai dati presentati in Woodward et al. Astrophysical Journal Letters, 1992, Vol 384, L41 e dati AAVSO

Il sistema di V838 Herculis ha una magnitudine di quiescenza di 19,1 (secondo vari lavori tra la 19 e la 20,6 in banda R e tra la 17,5 e la 18,25 in banda B). Nell'esplosione del 1991 ha avuto un aumento di luminosità di 13,8 magnitudini, dopo l'esplosione del 1991 V838 Herculis è tornata alla sua abituale luminosità +19.2 V in 572 giorni.
Sono state osservate variazioni di luminosità del 30% da una notte all'altra, tali variazioni sono attribuite ad un trasferimento di materia non costante tra la secondaria ed il disco d'accrescimento.

### Eclissi
Il sistema di V838 Herculis presenta eclissi con un periodo di 7,14 ore (0,297635 giorni) pari a quello orbitale, mostrando una profonda eclisse primaria e una ben visibile eclisse secondaria. Le eclissi principali durano 1,5 ore e sono di 0,3 magnitudine nel V, secondo altri lavori la diminuzione di luminosità sarebbe tra 0,15 magnitudini e 0,7 magnitudini.

## Esplosione del 1991
La nova fu scoperta dagli astrofili Matsuo Sugano, giapponese, e George Eric Deacon Alcock, inglese il 24.781 T.U. marzo 1991 quando era di magnitudine apparente 5,0a. V838 Herculis durante l'esplosione del 1991 è divenuta una sorgente di raggi X, in effetti è stata la prima nova scoperta essere una sorgente X. L'esplosione ha portato all'espulsione di materia a una velocità di 6000−7000 km/s. La massa espulsa è stata stimata in (2-3)×10−6 M⊙ .